# Кодекс 053
Кодекс 053 (Gregory-Aland) — унциальный манускрипт Нового Завета на греческом языке, палеографически датирован IX веком. 

## Особенности рукописи
Рукопись содержит фрагмент текста Евангелия от Луки (1,1-2,40), на 14 пергаментных листах (27,5 x 23 см). Текст на листе расположен в трёх колонках, 42 строки на страницу. Текст Евангелия сопровождается комментарием. 
Греческий текст рукописи отражает византийский тип текста, с большим числом разночтений. V категория Аланда. 
Рукопись хранится в Баварской государственной библиотеке (Gr. 208), в городе Мюнхен.